# Karin Zingmark
Karin Zingmark, född 17 april 1974 i Täby Kyrkby, är en svensk rådgivare och talare. Hon är författare av boken Maxa Snacket och har tidigare jobbat som marknadschef för Microsoft Sverige samt kommunikationschef på Viasat och MTG.

## Biografi
Karin Zingmark föddes i Täby Kyrkby men växte upp i Ljungby, Amsterdam, Vimmerby och slutligen Frankfurt där hon tog gymnasieexamen i International Baccaluareate(IB). Att familjen flyttade runt så mycket berodde på att Zingmarks pappa arbetade för ett amerikanskt företag som hade kontor på olika ställen i Europa. Detta gjorde att Zingmark fick uppleva flera typer av skolor (både nationella och internationella) samt många olika kulturer.
Efter gymnasiet flyttade hon till Lund och studerade internationell ekonomi med fördjupning inom marknadsföring vid Lunds Universitet.

## Karriär
Zingmark började sin karriär på Canal Digital som projektledare på marknadsavdelningen. Där arbetade hon med att lansera digital-TV på den svenska marknaden. Hon stannade kvar på Canal Digital fram till 2006 och då hade hon hunnit avancera till informationschef och blivit en del av Canal Digitals svenska ledningsgrupp.
2006 rekryterades Zingmark av MTG och Viasat som kommunikationschef. Där arbetade hon aktivt med att se till att företaget tog vara på möjligheterna med digitaliseringen och sociala medier, närmare bestämt genom att jobba med bl.a. analysering, relationsbyggande, affärsutveckling, kundtjänst och krishantering. Hon var även en del av att flytta företagets affär från att enbart erbjuda kunderna traditionell TV till att erbjuda On Demand-TV i och med lanseringen av Viaplay.
Zingmark rekryterades som marknadschef till Microsoft Sverige år 2013. Där var hon en drivande faktor i att förändra och förnya företagets marknadsföringsstrategi. Under hennes tid på svenska Microsoft gick företaget från många små kampanjer och fysiska events till att vara ständigt närvarande i den digitala kundresan.
2016 sade Zingmark upp sig från Microsoft och startade ett eget aktiebolag där hon jobbar som rådgivare och talare inom området ledarskap och kommunikation i en uppkopplad värld.
2017 släpptes hennes bok Maxa Snacket. Där delar hon med sig av sina erfarenheter efter 20 år i branschen och ger råd till företag om hur de ska arbeta för att skapa kommunikativa organisationer i en digital värld.

## Utmärkelser
- 2017: Zingmarks bok Maxa Snacket nomineras till Årets Marknadsföringsbok[6] (Sveriges Marknadsförbund)
- 2017: Dagens Nyheter utser Maxa Snacket till en av de fem mest läsvärda managementböckerna just nu[7].